# Alicia Muñoz
Alicia Muñoz (Buenos Aires, 17 de diciembre de 1940) es una escritora, guionista, dramaturga, violinista y letrista argentina.
En su juventud estudió música ―violín, piano, guitarra, composición― en el Conservatorio Nacional López Buchardo. Se recibió de profesora de violín.
Durante 20 años ―entre los años sesenta y setenta― integró una orquesta sinfónica como violinista.
Entretanto estudió dramaturgia con los directores de teatro Luis Agustoni (1943-) y Roberto López Pertierra.
Su primera obra se tituló Ciudad en fuga (que trataba de manera tragicómica acerca de la epidemia de fiebre amarilla que asoló la ciudad de Buenos Aires en 1871). Tuvo muy buena acogida del público y de la crítica.
De ahí en más estrenó una veintena de obras de distintos géneros, desde la comedia a la tragedia, especializándose en temas históricos que le permiten hablar con mayor profundidad de los temas actuales.
Aprendió cancionística (composición de canciones) con el letrista de tango Homero Expósito (1918-1987) y con su hermano, el cantautor y pianista tanguero Virgilio Expósito (1924-1997).
En 2004 tuvo su consagración con la obra Justo en lo mejor de mi vida, que fue llevada a escena en dos temporadas, dirigida por Julio Baccaro, con Luis Beto Brandoni y Alejandro Awada. Esta obra ganó varios premios.
Participó con la obra Supongamos en el ciclo Teatro por la Identidad.
Como guionista de televisión trabajó en los ciclos Todo empezó con don Pedro, Flavia, corazón de tiza, y Alta comedia.
Escribió un guion cinematográfico con el director Rodolfo Mórtola.

## Obras

### Teatro
- 1978: El día que no se puso el sol, en El Teatrito (Lobos). Esta obra ganó el premio Argentores.
- 1979: Historia de piratas (obra infantil), en la Manzana de las Luces.
- 1979: Ciudad en fuga, en la Manzana de las Luces.
- 1980: El piantado, en Teatro Municipal de Necochea.
- 1981: El año de la peste, en Teatro Olimpia.
- 1982: La taberna del Cuervo Blanco, en Teatro Popular de la Ciudad.
- 1982: Allá por el año 8, en Teatro Stella Maris (San Isidro).
- 1983: El pobre Franz (basada en una carta del escritor Franz Kafka a su padre), en Auditorio Buenos Aires.
- 1984: La cola del 5, en Teatro del Mar (Pinamar).
- 1985: La coronela, en La Gran Aldea.
- 1987: La chalequera (monólogo), en La Gran Aldea.
- 1992: Crónicas de Pichincha (en la que además escribió las letras de las canciones), en el Teatro Español (Santa Rosa, provincia de La Pampa).
- 1998: Una silla al sol, en Teatro CAM
- 1998: Ay, poeta, en Teatro Auditorium (Mar del Plata).
- 1999: Hay que seguir, en Teatro Andamio 90.
- 2003: Un león bajo el agua (que recibió los premios Trinidad Guevara y Argentores a la mejor obra del año 2003).[6]
- 2004: Justo en lo mejor de mi vida (premio ACE de los Cronistas de Teatro, y premio Estrella de Mar).[6]

- Alcen las barreras (premio de la Fundación González Cadavid).
- 2004: De madres e hijas, en el teatro El Búho.[8]
- 2003: El corazón remendado, en el teatro Gargantúa.[9]
- 2007: El maestro de cocina, en Perro Andaluz.[10]
- 2007: El Sr. Casacuberta, con Stella Maris Closas, en Argentores.[11]
- 2003: Isabel de Guevara (basado en la carta que Isabel de Guevara ―la primera mujer española que llegó a América, en la expedición de Pedro de Mendoza― enviara en 1556 a la reina de España desde Asunción), en el teatro El Búho.[12]
- La fiera (que ganó el premio Argentores).
- 2009: La pipa de la paz, con Mabel Manzotti y Carlos Portaluppi, en Maipo Kabaret.[13]
- 2009: Las recetas de don Giovanni, en La Biblioteca Café.[14]
- 2004: Negociemos, en Andamio 90.[15]
- 2002: Patillas y miriñaques, en la sala Gregorio de Laferrère.[16]
- 2009: Soñar en Boedo, en el teatro auditorium Centro Provincial de las Artes y sala Carlos Carella.[17]
- 2001: Supongamos, en el teatro Margarita Xirgu Espacio de Arte.[18][19]
- 2007: Un tango en 78, en el teatro Gargantúa.[20]
- 1988: Una silla al sol (premio de la Fundación González Cadavid).

- 2017: "Tenemos visitas" en la sala Carlos Carella

### Televisión
- 1981-1982: Todo empezó con don Pedro, por Canal 11.
- 1992: Flavia, corazón de tiza, por Canal 9.
- 1992-1995: Alta comedia, por Canal 9.

## Premios[21]
- 1977: segundo premio de comedia en el concurso de Argentores, por El día que no se puso el sol.
- 1977: mención especial de drama en el concurso de Argentores, por La fiera.
- 1978: primer premio de la fundación González Cadavid, por Alcen las barreras.
- 1978: mención en el concurso de la fundación González Cadavid, por Una silla al sol.
- 2005: premio Estrella de Mar al «mejor espectáculo de comedia» ―en la ciudad de Mar del Plata―, por Justo en lo mejor de mi vida.[6]